# 北浦大橋
北浦大橋（きたうらおおはし）は、茨城県鹿嶋市と行方市を結ぶ、北浦に架かる茨城県道186号荒井行方線の橋である。

## 概要

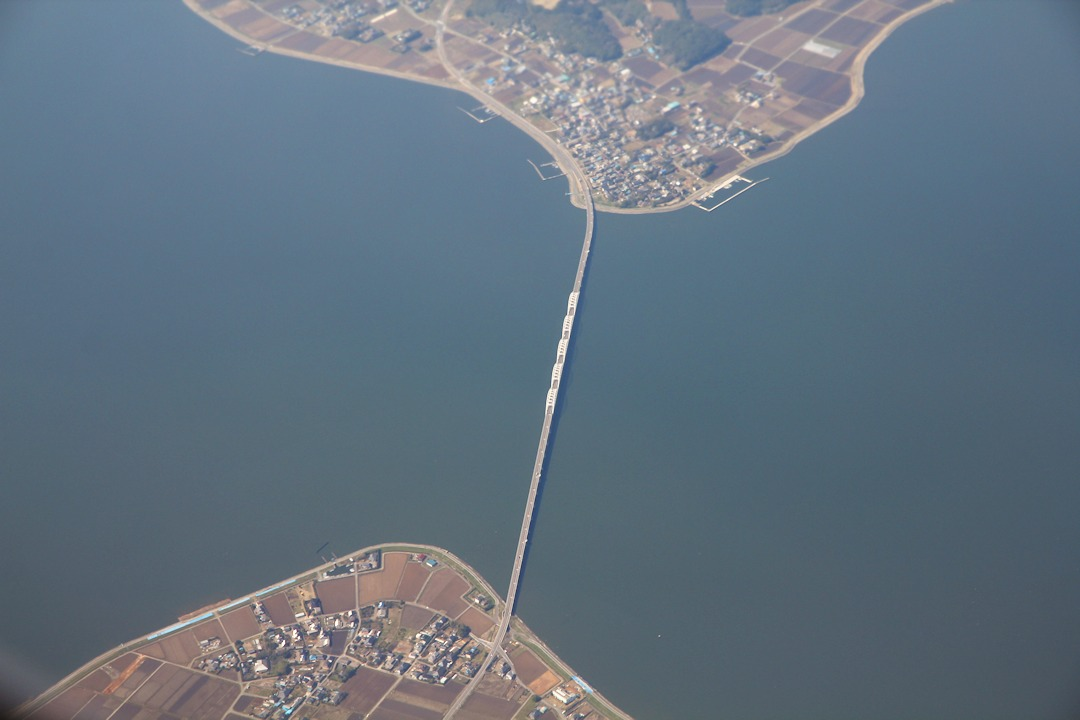
北浦大橋の航空写真。写真上部が行方市、下部が鹿嶋市。2012年4月撮影。

北浦のちょうど真ん中に架かる、淡水湖に架かる橋梁としては日本第2位の長さ（1295.8m）を誇る。総工費約103億円。
愛称は『サン・ブリッジ』。横浜ベイブリッジのように『北浦サン・ブリッジ』とは呼称しない。開通を記念して、これから観光のニュースポットにと両対岸の水郷麻生観光協会（行方市、当時は麻生町）と旧大野観光協会（鹿嶋市、当時は大野村）共同で愛称を募集したところ、海外を含めた全国から8507通の応募があり、名称もさまざまでカタカナ、ひらがな、漢字を合せた6104種類にのぼった。
審査会は、両観光協会をはじめ商工会・青年・婦人・高校生・中学生代表ら17人で行われ、41人（県内6人・県外35人）の応募があった『サン・ブリッジ』が選ばれ、この中から抽選で麻生町の高校生が最優秀賞に選ばれた。この高校生は考案理由を「茨城で太陽のような存在になってほしいから」と語ったという。審査会では、その他佳作に入った『スワン・ブリッジ』『ホワイト・ザウルス』『北浦サンブライト・ブリッジ』などが候補に挙がった。

### 橋梁概要
- 橋長：1,295.8m
- 車両高さ制限：規制なし
- 橋梁形式：3径間連続鋼鈑桁5連＋ランガー桁5連＋3径間連続鋼鈑桁3連＋単純PCT桁3連
- 工事費：約103億円
- 竣工年：1995年（平成7年）

## 歴史
- 1971年（昭和46年）：建設計画。
- 1976年（昭和51年）：建設着手。
- 1995年（平成7年）2月22日：開通[2]。

## 周辺
- 茨城県立白浜少年自然の家
- レイクエコー
- セブンイレブン鹿嶋津賀店